# Horia Căciulescu
Horia Căciulescu (n. 13 februarie 1922, Belinț, Timiș, România – d. 24 decembrie 1989, București, România) a fost un actor de comedie.

## Biografie
Horia Căciulescu s-a născut în anul 1922. A activat la Teatrul de revistă „Constantin Tănase”. A trăit câțiva ani în detenție ca deținut politic la Canalul Dunăre-Marea Neagră. În dicționarul „Cinematografiștii”, istoricul de film Bujor T. Rîpeanu consemnează că Horia Căciulescu a fost deținut politic în perioada 1948-1951, pentru tentativă frauduloasă de trecere a frontierei. A fost ulterior și membru al Partidului Comunist Român (PCR). A murit împușcat în zilele Revoluției din decembrie 1989, la bordul mașinii sale, în urma unei erori a unor soldați. Este înmormântat în Cimitirul Eroilor Revoluției din București.

## Distincții
- Ordinul Meritul Cultural clasa a V-a (12 septembrie 1968) „pentru merite deosebite în activitatea muzicală”[3]

## Piese și scenete
- Azilul MacFerlan
- Fără mănuși
- Și Ilie face sport!
- Cer cuvîntul!
- Revista '58
- Un băiat iubește o fată
- Ocolul pămîntului în 30 de melodii
- Pagini alese din Revista de altădată
- Vox... boema
- Revista dragostei
- la Grădina "Cărăbuș"
- Cer cuvîntul la diverse
- Se caută o vedetă
- Aventurile unei umbrele
- Groapa
- Lasă supărarea-n hol
- Revue der Liebe (Revista dragostei)
- Magazin de Stat
- Cioara vopsită

## Filmografie
- ...Și Ilie face sport (1954)
- Pe răspunderea mea (1956)
- D-ale carnavalului (1959)
- O poveste obișnuită... o poveste ca-n basme (1959)
- Telegrame (1960)
- S-a furat o bombă (1962)
- Pași spre lună (1964)
- Politică cu... delicatese (1964)
- Titanic-Vals (1965)
- Corigența domnului profesor (1968)
- Sentința (1970)
- Mihai Viteazul (1971)
- Robinson Crusoe (1974) - voce
- Comedie fantastică (1975)
- Serenadă pentru etajul XII (1976)
- Tufă de Veneția (1977)
- Toate pînzele sus (serial TV, 1977) - ep. 1

## Notă
Deși decesul prin împușcare a survenit pe data de 24 decembrie 1989, în certificatul de deces este menționată ca dată a decesului ziua de 27 decembrie 1989.